# Порт Силламяэ
Порт Си́лламяэ (код порта EESLM, эст. Sillamäe Sadam, англ. Port of Sillamäe) — второй по грузообороту  морской торговый порт Эстонии и пятый в странах Балтии. Является портом лэндлорд-типа. Расположен на берегу Нарвского залива. Оператором порта является одноимённое акционерное общество — AS Sillamäe Sadam, зарегистрированное 2 декабря 1997 года.
Порт Силламяэ является универсальным портом, способным обрабатывать любые виды грузов, включая наливные, насыпные, генеральные, контейнерные, проектные и ро-ро грузы, а также обслуживать пассажиропотоки.

## Характеристики
Порт, открытый для международного судоходства в 2005 году, имеет 13 причалов, общая длина которых составляет 2626,2 м, а также собственную железнодорожную станцию, способную перевозить до 12 млн тонн грузов в год, с общей длиной путей свыше 33,9 км.
Территория порта — 211667 м² (21,2 га), площадь акватории —  390,5 га.
Технические данные порта согласно Регистру портов Эстонии:
- общий тоннаж судна — 7500 тонн и более;
- наибольшая длина судна — 275 м;
- наибольшая ширина судна — 56 м;
- наибольшая осадка судна — 15,2 м;
- наименьшая ширина судового хода — 300 м;
- наименьшая глубина судового хода — 16,3 м.

Морской канал (фарватер) является полузакрытым (местами углубленным) каналом, имеющим классификацию Канала Группы «А» с навигационным оборудованием и обеспеченными глубинами 16,5 м.
В порту работают 4 терминала:
- Nord Terminals — тёмные нефтепродукты и сланцевое масло;
- DBT — жидкие минеральные удобрения;
- Silsteve — контейнеры, генеральные, насыпные и проектные грузы, ро-ро грузы;
- ЕвроХим — жидкие химические продукты[7].

Порт обеспечивается энергией собственной тепло-электростанцией Silpower. 
На территории порта с площадью 750 га в Свободной Зоне Первой категории создан Промышленный парк, где действует 69 разных предприятий, которые вместе составляют своего рода кластер порта Силламяэ. Имеет международный сертификат безопасности ОСПС.

## Грузооборот
Грузооборот порта Силламяэ в 2006—2019 годах согласно опубликованным акционерным обществом AS Sillamäe Sadam данным:
| Год    | 2006 | 2007   | 2008   | 2009   | 2010   | 2011   | 2012   | 2013   | 2014   | 2015   | 2016   | 2017   | 2018   | 2019    |
| ------ | ---- | ------ | ------ | ------ | ------ | ------ | ------ | ------ | ------ | ------ | ------ | ------ | ------ | ------- |
| Млн. т | 0,62 | ▲ 1,78 | ▼ 1,68 | ▲ 2,45 | ▲ 3,50 | ▲ 4,94 | ▲ 6,56 | ▲ 6,75 | ▲ 7,46 | ▼ 5,34 | ▲ 6,30 | ▲ 8,20 | ▼ 8,00 | ▲ 10,00 |

## Галерея

Порт Силламяэ
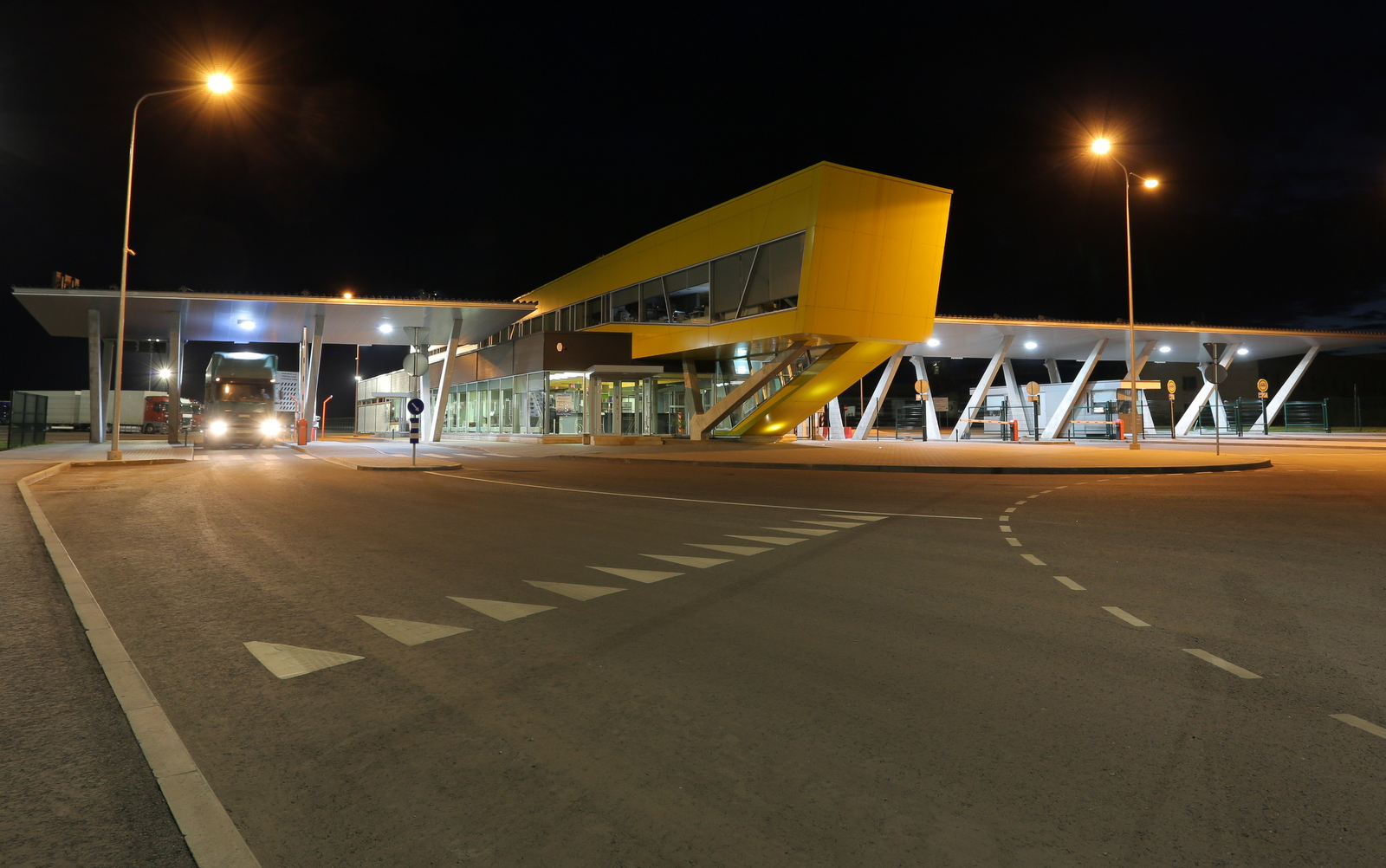
Главные ворота
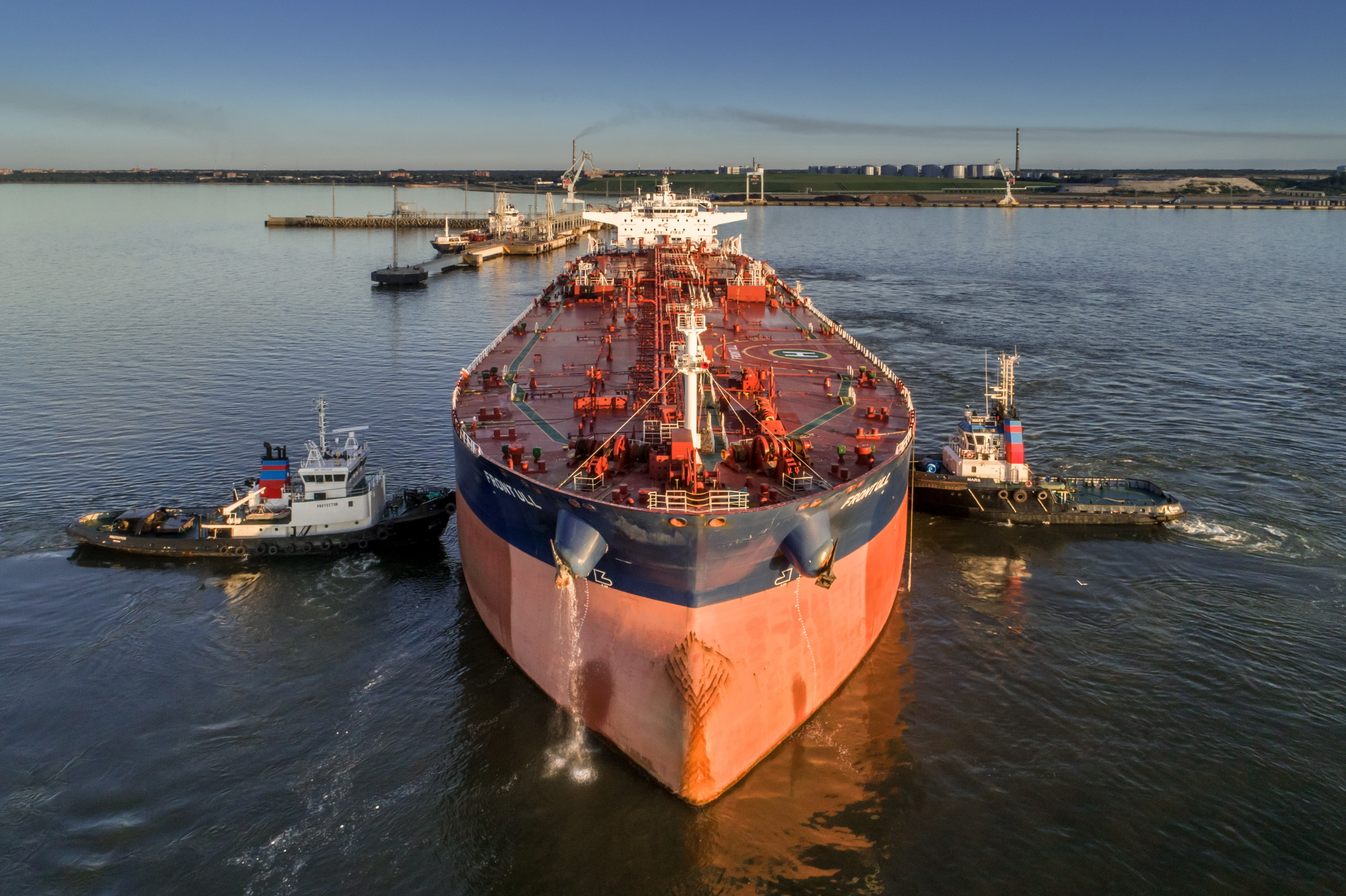
Швартовка танкера
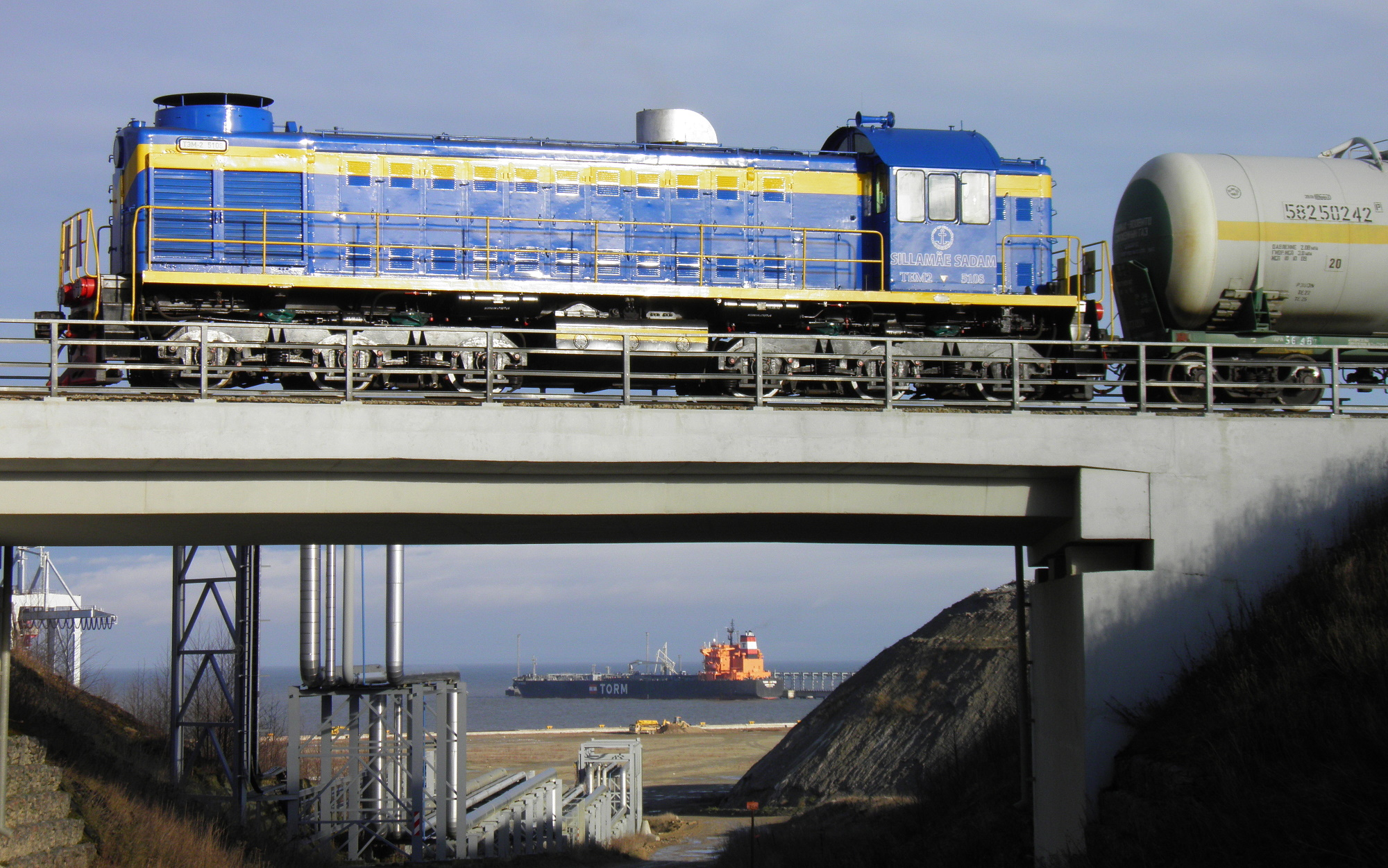
Железнодорожный путь
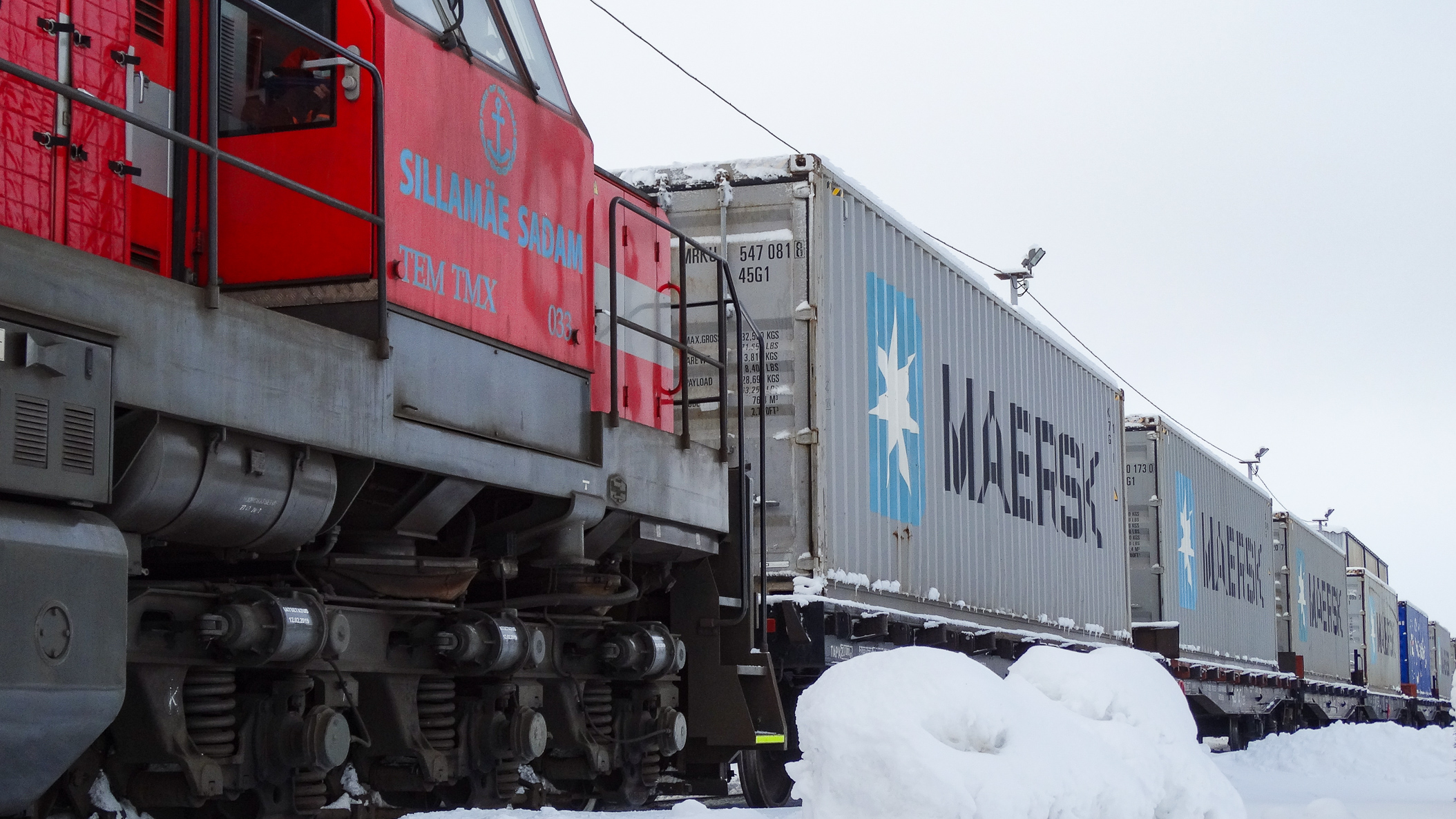
Перевозка контейнеров по железной дороге
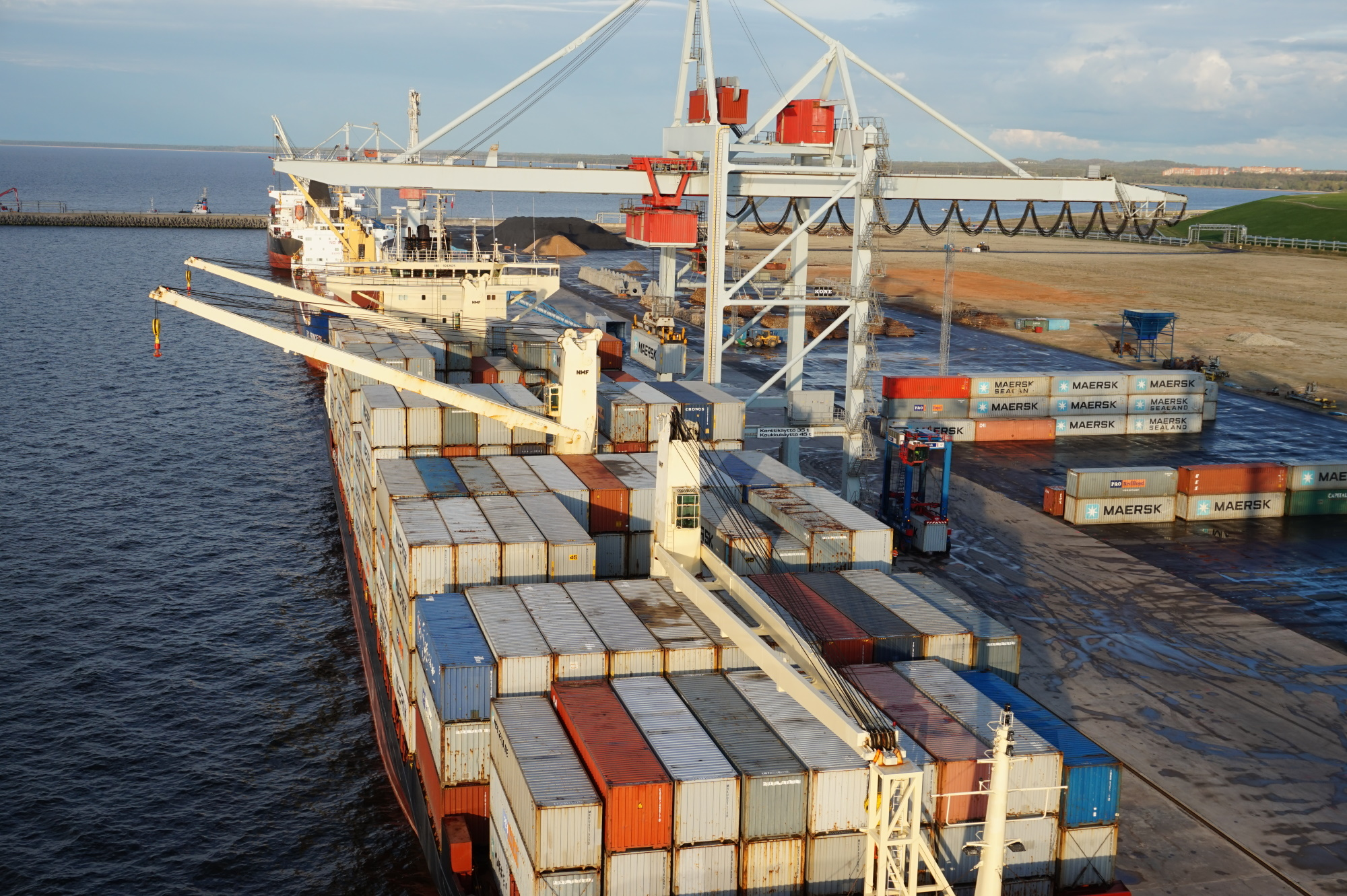
Погрузка контейнеров на судно